# Drei Schwestern
Drei Schwestern ("Tre søstre") er en gruppe på tre bjerge i Liechtenstein. De danner en naturlig grænse mellem Liehtenstein og Østrig.
På den østrigske side i Vorarlberg blev de i 1976 optaget på listen over naturbeskyttede områder.

## Adgang
De første bjergbestigere i 1870 kom fra Saminatal i øst over Garsellaalp og den østlige flanke. I dag er der et omfattende netværk af stier, som består af Drei-Schwestern-Steig og den såkaldte Fürstensteig (opkaldt efter en fyrste af Liechtenstein). Som en base kan man bruge Feldkircherhütte på 1204 m, og komme fra nordøst mod syd via Drei-Schwestern-Steg, der er forsynet med sikringstove. Fra nordvest kan man bruge Gafadurahütte (1428 m), ved Planken. I syd er Alp Gaflei base, hvis man vil bruge Fürstensteig for at komme til bjergtoppen. Man kan også nå toppen ved bjergbestigning - UIAA-sværhedsgrader II til V. Nordvæggen af Mittlere Schwester har en UIAA-sværhedsgrad VI.
| Bjerg | Spire Denne artikel om et bjerg eller en bjergkæde er en spire som bør udbygges. Du er velkommen til at hjælpe Wikipedia ved at udvide den. |

47°10′30″N 9°34′17″Ø / 47.175°N 9.5714°Ø